# Rizal (Cagayan)
Rizal é um município de  quinta classe de renda municipal (d) na província Cagayan, nas Filipinas. Conforme o censo de 1 de maio  de  2020, possui uma população de 19 077 pessoas e 4 485 domicílios.